# Igaliku Kujalleq
Igaliku Kujalleq [iˈɣaliku kuˈjaɬːɜq] (nach alter Rechtschreibung Igaliko Kujatdleĸ) ist eine grönländische Schäfersiedlung im Distrikt Narsaq in der Kommune Kujalleq.

## Lage
Igaliku Kujalleq liegt an der Südküste eines Nebenarms des Igalikup Kangerlua. An der Nordküste findet sich die Schäfersiedlung Iterlak. Ein Weg verbindet Igaliku Kujalleq nach Süden hin mit den Schäfersiedlungen Qorlortukasik, Timerliit, Tasilikulooq, Saqqaa und Qanisartuut.

## Geschichte
Die Gegend um Igaliku Kujalleq war im Mittelalter von den Grænlendingar besiedelt. Mit der Kirche Undir Höfði befindet sich in der Siedlung nach der Kirche von Hvalsey die am zweitbesten bewahrte mittelalterliche Kirchenruine Grönlands. Undir Höfði wurde 1894 von Daniel Bruun und 1935 von Aage Roussell archäologisch untersucht.
Im 20. Jahrhundert begann man mit der Schafzucht in Igaliku Kujalleq. 1951 gab es 12 Bewohner, 1960 waren es 28 und 1965 schon 38. 1967 wurde eine Schulkapelle errichtet, aber mangels Lehrer wurden die sechs Kinder im Ort trotzdem auf die Schule in Igaliku geschickt. In dieser Zeit hatten die sechs Familien in Igaliku Kujalleq zusammen rund 2400 Schafe. 1968 war die Einwohnerzahl auf 24 Personen gesunken.

## Bevölkerungsentwicklung
Die Bevölkerungszahl von Igaliku Kujalleq, das eine typische südgrönländische Schäfersiedlung ist, bewegt sich zwischen zwei und dreizehn Einwohnern.